# Garrigues (Hérault)
Garrigues is een gemeente in het Franse departement Hérault (regio Occitanie) en telt 153 inwoners (2005). De plaats maakt deel uit van het arrondissement Montpellier.

## Geografie
De oppervlakte van Garrigues bedraagt 5,0 km², de bevolkingsdichtheid is 30,6 inwoners per km².
De onderstaande kaart toont de ligging van Garrigues (Hérault) met de belangrijkste infrastructuur en aangrenzende gemeenten.

## Demografie
Onderstaande figuur toont het verloop van het inwonertal (bron: INSEE-tellingen).